# جان گیملت
جان گیملت (به انگلیسی: John Gimlette) (زادهٔ ۱۹۶۳ میلادی) نویسندهٔ انگلیسی است که آثارش در زمینهٔ سفرنامه است.

## زندگی
جان گیملت روزنامه‌نگار و نویسنده که آثارش در زمینهٔ سفرنامه است در سال ۱۹۶۳ زاده شد. در ۱۷ سالگی با قطار از اتحاد جماهیر شوروی سوسیالیستی گذشت و تاکنون به ۶۰ کشور سفر کرده‌است. او علاوه‌بر انتشار کتاب‌هایش مقالاتی نیز برای روزنامه‌ها و مجلات می‌نویسد و برای بی‌بی‌سی برنامه‌های سفر تهیه می‌کند.
گیملت در آثارش خواننده را به چالش می‌کشد و از مکانی می‌گوید که به‌سختی ممکن بوده چیزی دربارهٔ آن بدانید و تمام این کارها را با چنان آرامشی انجام می‌دهد که تصمیم می‌گیرید سفری به آن نقطه انجام دهید. جان گیملت در کتاب «ساحل وحشی: سفر در کرانه‌های نامحدود آمریکای جنوبی» از سفرش به گویان و نقاط فراموش‌شدهٔ زمین می‌گوید و جنگل‌های بین رودهای اورینوکو و آمازون را کشف می‌کند.
جان گیملت ساکن لندن است؛ جایی که در آن به عنوان وکیل مدافع مغول کار است. او متخصص در زمینهٔ سهل‌انگاری بالینی و آسیب‌دیدگی شخصی است و به موضوعاتی در رابطه با بودجهٔ هزینه‌های عمومی علاقه‌مند است. گیملت هم‌اکنون ازدواج کرده‌است و یک دختر دارد.

## آثار
- ۲۰۰۲ — در آرامگاه خوک بادکرده: سفرهایی در پاراگوئه (به انگلیسی: At The Tomb Of The Inflatable Pig: Travels through Paraguay)
- ۲۰۰۵ — تئاتر ماهی: سفرهایی در نیوفاندلند و لابرادور (به انگلیسی: Theatre Of Fish: Travels through Newfoundland and Labrador)
- ۲۰۰۸ — سوپ پلنگ: سفری اروپایی در جنگ و صلح (به انگلیسی: Panther Soup: A European Journey in War and Peace)
- ۲۰۱۱ — ساحل وحشی: سفر در کرانه‌های آمریکای جنوبی (به انگلیسی: Wild Coast: Travels on South America's Untamed Edge)؛ منتشر شده در ۲ فوریهٔ ۲۰۱۱

## جوایز
جان گیملت در سال ۲۰۱۲ برای کتاب «ساحل وحشی: سفر در کرانه‌های آمریکای جنوبی» برندهٔ جایزهٔ ۲۵ هزار پوندی کتاب سفر دولمن شد.
جایزه کتاب سفر دولمن یکی از جوایز سالانه برای کتاب‌های سفر در بریتانیا و تنها جایزه از میان جوایز دیگر در این حوزه‌است که به روی نویسندگان سراسر جهان باز است. این جایزه نخستین بار سال ۲۰۰۶ شروع به کار کرد؛یعنی دو سال پس از این که جایزه کتاب سفر توماس کوک که ۲۵ سال سابقه کار داشت، به دلیل از دست دادن حامی مالی‌اش متوقف شد.

## پی‌نوشت
1. ↑  «گیملت جایزهٔ برترین...»،  ایبنا.
2. ↑  Laos: journey through a land of lost tribes "The Telegraph"
3. ↑  BBC Excess Baggage "BBC iPlayer"
4. ↑  «گیملت جایزهٔ برترین...»،  ایبنا.
5. ↑  «گیملت جایزهٔ برترین...»،  ایبنا.
6. ↑  «گیملت جایزهٔ برترین...»،  ایبنا.
7. ↑  «گیملت جایزهٔ برترین...»،  ایبنا.